# 앨리스터 달링

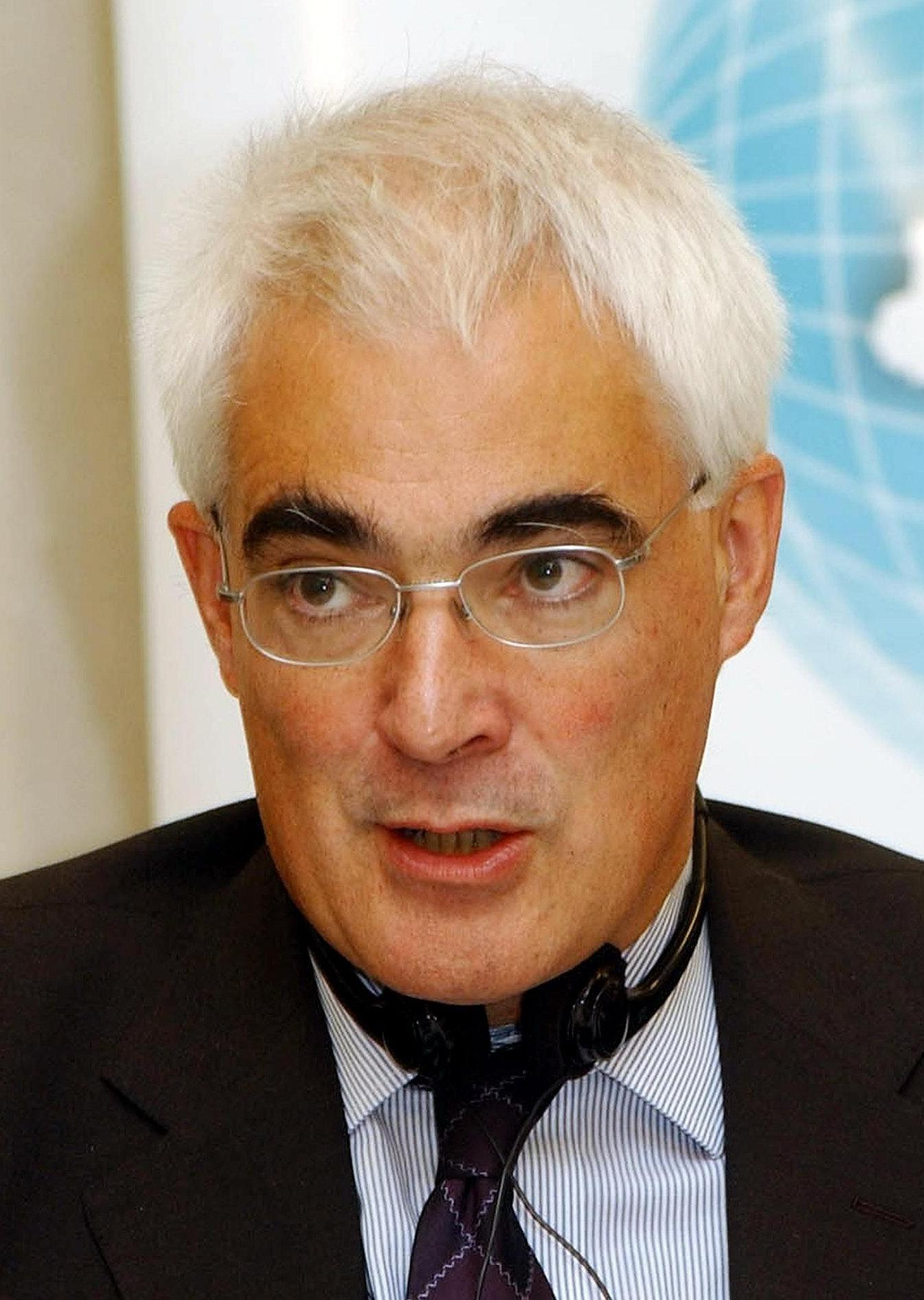
앨리스터 달링(2007년)

앨리스터 매클레인 달링(영어: Alistair Maclean Darling, PC, 1953년 11월 28일~2023년 11월 30일)은 영국의 노동당 출신 정치인이다.
2007년부터 2010년까지 브라운 내각에서 영국 재무장관을 지냈으며, 1987년부터 2015년까지 에든버러사우스웨스트 지역구 등의 국회의원을 지냈다. 칭호는 '룰러니시의 달링 남작' (Baron Darling of Roulanish)이다.
1997년 토니 블레어 내각에서 대장부 수석장관으로 처음 임명되었으며, 이듬해 1998년 노동연금장관에 임명되었다. 노동연금부에서 4년간 몸담은 뒤 2002년 교통장관에 다시 임명되어 4년간 재직하였으며, 동시에 2003년 스코틀랜드장관에도 임명된다. 2006년에는 블레어 내각에서는 마지막으로 무역청장과 무역산업장관에 취임하였으며, 2007년 고든 브라운 재무장관이 영국 총리에 취임하자 그 후임으로 달링 장관을 지목하여 영국 재무장관에 임명, 2010년 브라운 총리가 실각할 때까지 재직하였다. 브라운 내각 시절에는 때마침 발생한 2007~2008년 금융위기와 대침체에 대응해야 했다.
이후 2014년 스코틀랜드 독립 국민투표를 앞두고 스코틀랜드의 영국 잔류를 지지하는 초당의원모임인 베터 투게더 운동단체의 회장이 되어 2012년부터 2014년까지 역임하였다. 2014년 11월 3일에는 내년 총선 불출마를 선언하면서 정계 은퇴를 표명하였다. 2015년 12월 1일 일대귀족직을 임명받아, 로스크로마티주 그레이트버너라을 연고로 하는 '룰러니시의 달링 남작'이란 칭호를 하사받았다. 일대귀족 임명과 동시에 영국 귀족원 의원으로 활동하다가 2020년 7월에 은퇴하였다.
2016년 영국 유럽 연합 회원국 국민투표 당시에는 잔류 운동에 참여하였으며 열렬한 지지자로 활동하였다.